# Підгаєцька ратуша
Підгає́цька ра́туша — приміщення магістрату в місті Підгайцях (Тернопільська область).
Ратуша розташована в центрі міста, на майдані Незалежності (колись — площа Ринок). Побудована 1931 року замість старої ратуші, яка була знищена під час Першої світової війни. Будинок колишньої ратуші належав до унікальних споруд, оскільки це була двоярусна, восьмигранна у плані будівля; подібне вирішення в українських містах мала лише Тартаківська ратуша.
Ратуша триповерхова, з асиметричним фасадом: ліве і праве крило будинку різняться між собою висотою поверхів та кількістю і формою вікон. Посередині фасаду — ризаліт, який переходить у невисоку вежу з годинником на один циферблат, діаметром бл. 1 метра. Вежу завершує оригінальної форми шпиляста баня-сиґнатурка.

## Фотографії

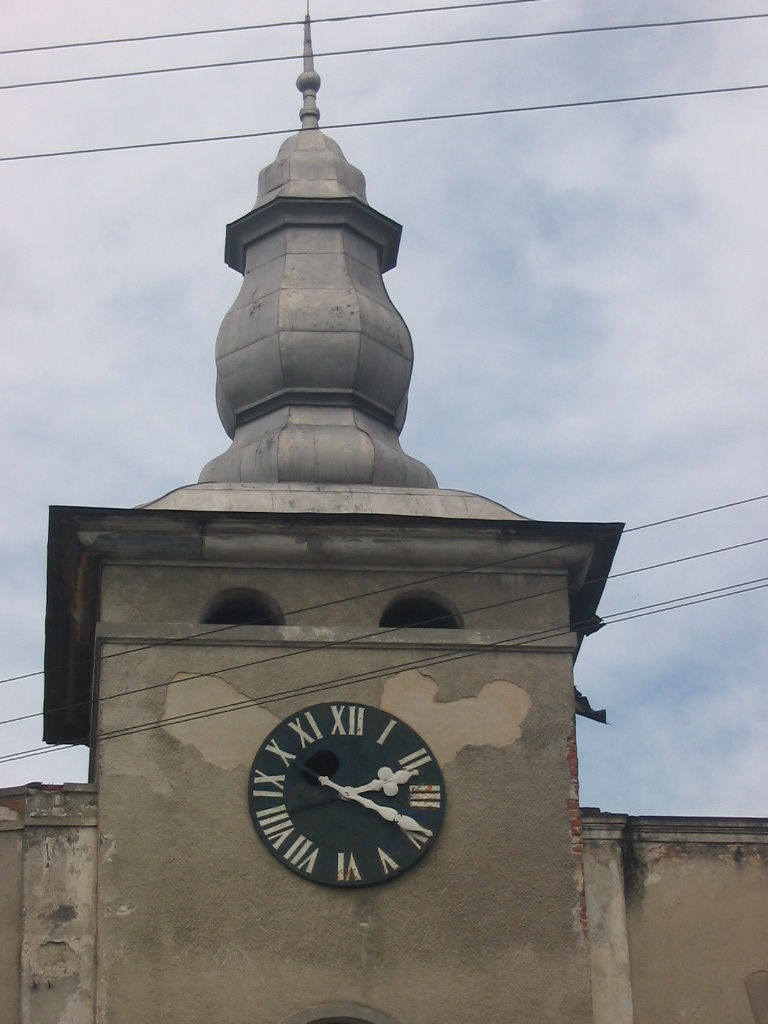
Ратушна вежа з годинником (2004 р.)
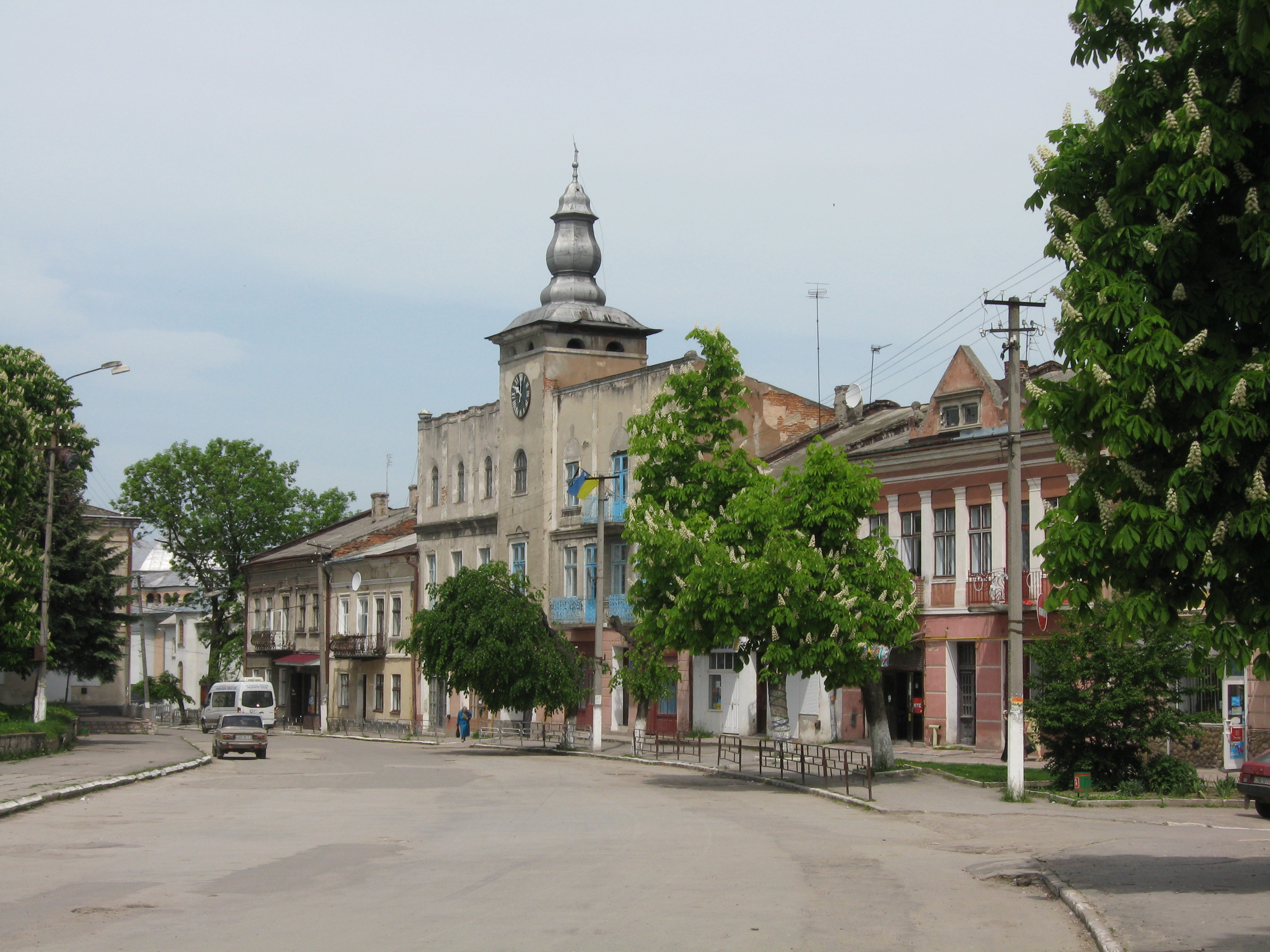
Ратуша і сусідні кам'янички (2007 р.)
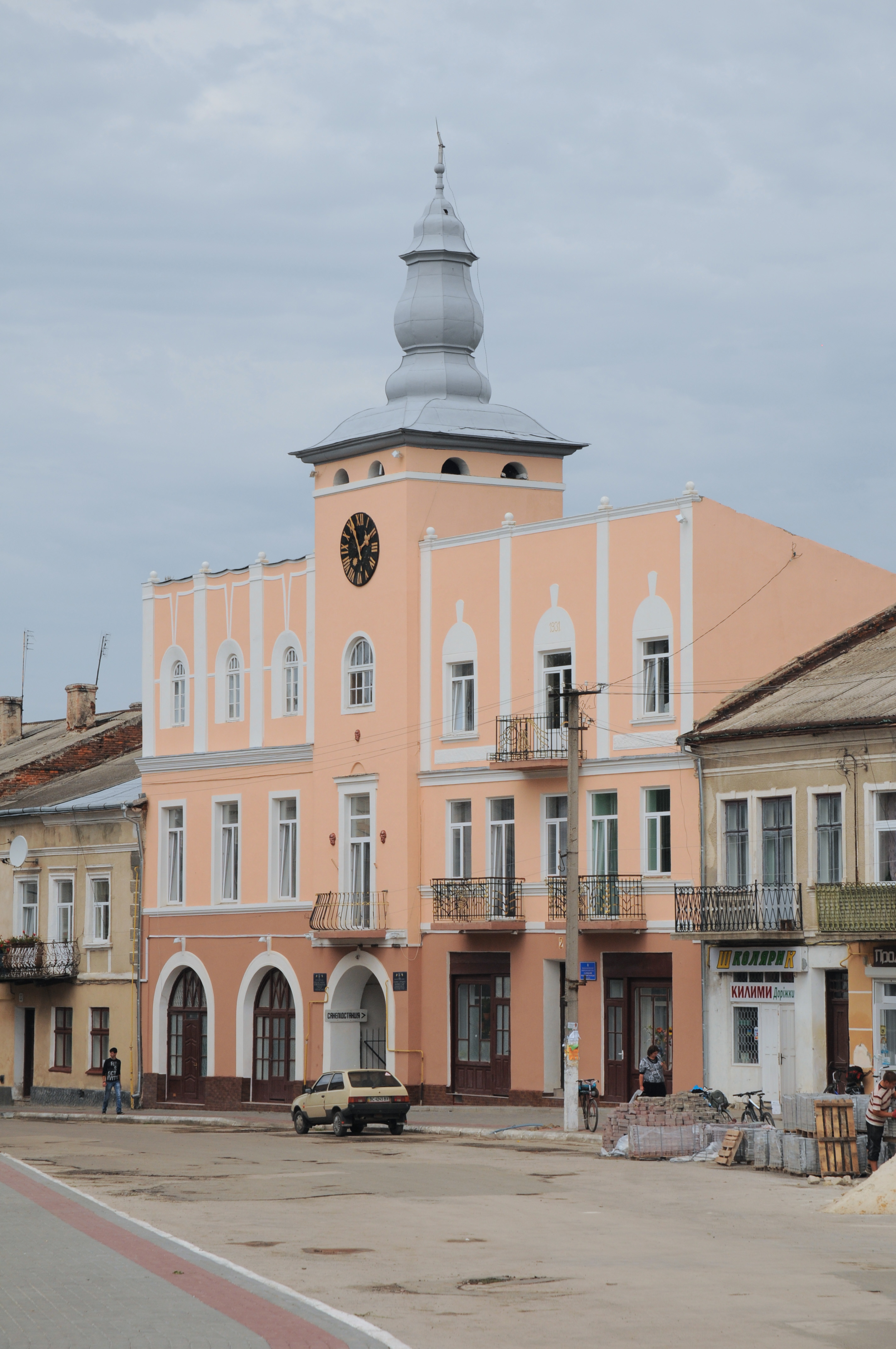
Ратуша після ремонту (2012 р.)